# 1893 en France
Chronologie de la France
- 1889
- 1890
- 1891
- 1892
- 1893
- 1894
- 1895
- 1896
- 1897

Cette page concerne l'année 1893 du calendrier grégorien.

## Événements
- 2 janvier : la France renouvelle sa prise de possession des îles Kerguelen[1].
- 5 janvier : début de l'affaire Dalziel. L'agence de presse britannique, soupçonnée de manipulation, doit fermer le 1er juillet[2].

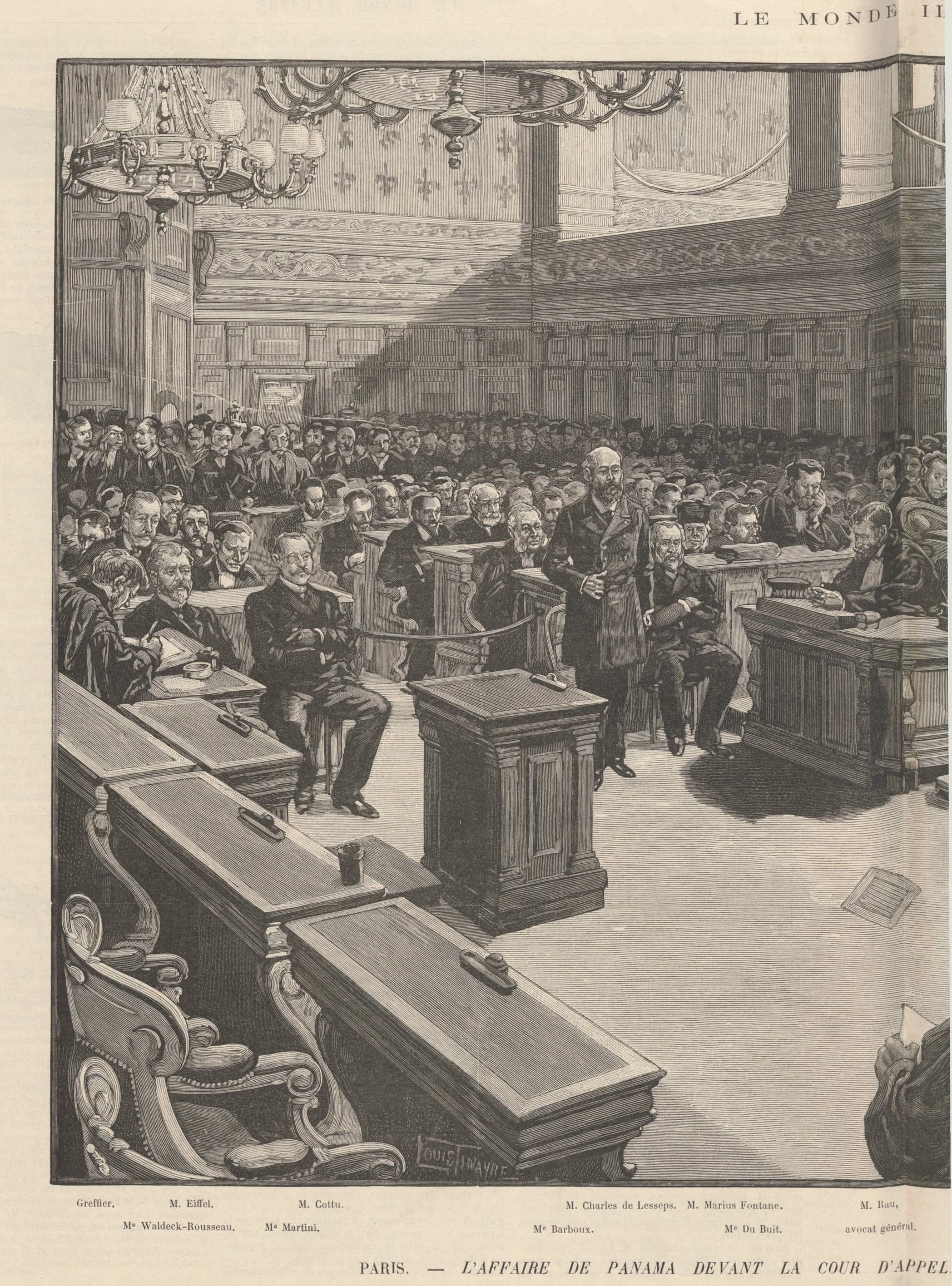
L'affaire du Panama devant la Cour d'appel de Paris - audience du 10 janvier 1893. Le Monde illustré.

- 10 janvier-9 février : procès des administrateurs du « scandale de Panama ». Ferdinand de Lesseps et son fils Charles sont condamnés à cinq ans de prison et 3 000 francs d'amende pour abus de confiance, Gustave Eiffel  à deux ans de prison et 20 000 francs d'amende, Marius Fontane et Henri Cottu, à deux ans et 3 000 francs d'amende[3].
- 10 janvier : chute du premier cabinet Ribot[4] après la démission du ministre des finances Maurice Rouvier (13 décembre 1892)[5].
- 11 janvier : deuxième gouvernement Alexandre Ribot[4].
- 22 janvier : manifeste du Conseil national du Parti ouvrier français « aux travailleurs socialistes de France » contre le scandale de Panama[6].
- 3 mars : le sociologue Émile Durkheim soutient sa thèse intitulée De la division du travail social à la faculté des lettres de Bordeaux[7].
- 8[5] - 21 mars, procès de Panama : procès des fonctionnaires et des parlementaires poursuivis pour corruption devant la cour d'assises de la Seine. Condamnation de Charles de Lesseps à un an de prison, Blondin à deux ans et Charles Baïhaut à cinq ans de prison et 750 000 francs d'amende[8].
- 10 mars : la Côte d’Ivoire devient une colonie française autonome[9].
- 30 mars : démission du second cabinet Ribot[10].
- 4 avril : premier gouvernement Dupuy[4].
- 12-17 avril : prise de Djenné et de Mopti au roi toucouleur Ahmadou par le colonel Louis Archinard, gouverneur civil et militaire du Soudan français[11].
- 25, 26, 29 et 30 mai : le rapport sur la réforme du statut de l’Algérie établit par une commission présidée par Jules Ferry est présenté au Sénat français, qui adopte les décrets de rattachement ainsi qu’une série de mesures qui sont essentiellement destinées à renforcer de façon significative les pouvoirs du gouvernement général[12].
- 12 juin : loi concernant l'hygiène et la sécurité des travailleurs dans les établissements industriels[13],[14] étendant des mesures préventives déjà existantes pour les femmes et enfants.
- 15 juin : la Cour de cassation casse l'arrêt de la cour d'appel du 9 février dans l'affaire du scandale de Panama pour vice de forme ; Charles de Lesseps, Fontane et Eiffel sont libérés[3].

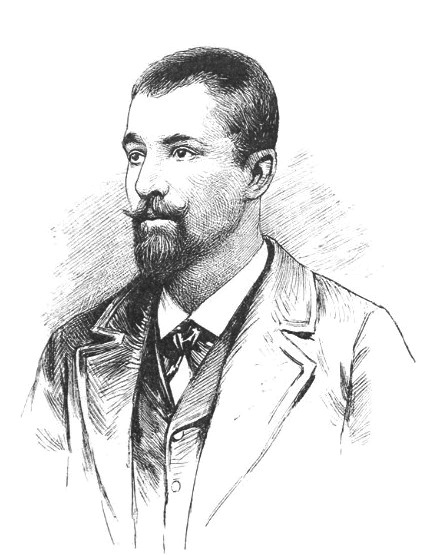
Antoine Nuger, employé de commerce tué accidentellement dans la bagarre du café d'Harcourt, boulevard Saint-Michel, le 2 juillet 1893, entre étudiants et policiers au Quartier latin. La France illustrée, 15 juillet 1893.

- 1er juillet : une manifestation d’étudiants, contre la condamnation infligée à l’un d’entre eux pour outrage aux mœurs, dégénère. L’échauffourée avec la police fait un mort, et le quartier Latin est, pendant quelques jours le théâtre d'émeutes[15], avec omnibus renversés, kiosques incendiés, barricades et même, le soir du 3 juillet, le siège de la Préfecture de police par les protestataires[16].
- 11 juillet : accusé à la fois de faiblesse et de violences inutiles envers les manifestants, le préfet de police Lozé démissionne. Il est remplacé par Louis Lépine[17].
- 13 juillet : incident de Paknam, à l’origine de la guerre franco-siamoise[18]. Le Siam est impliqué dans une querelle de frontière avec la France en Indochine. Les Français (Auguste Pavie) envoient des navires de guerre à Bangkok et obligent les Siamois à leur céder le Cambodge et toute la partie du Laos située à l’est du Mékong. Le Laos devient un protectorat français et la rive droite du Mékong est démilitarisée.
- 15 juillet : vote de la loi qui crée l’Assistance médicale gratuite (AMG), permettant aux malades les plus pauvres (malades, vieillards et infirmes privés de ressource) de bénéficier d’un accès gratuit aux soins de santé[19].

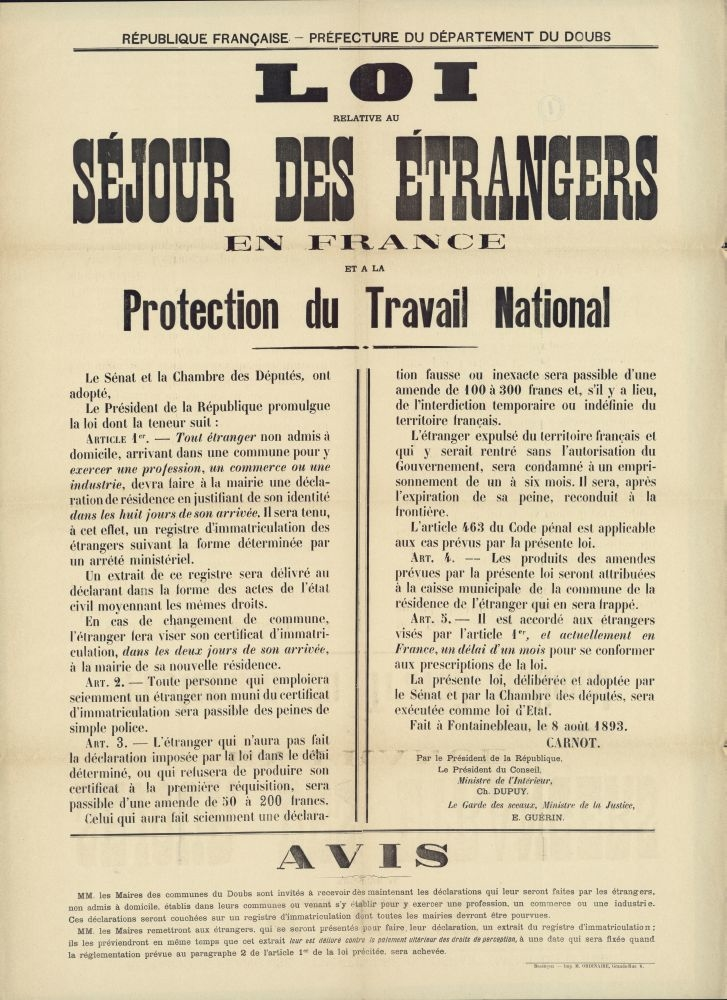
Loi relative au séjour des étrangers en France et à la Protection du Travail National.

- 8 août : loi relative au séjour des étrangers en France et à la protection du travail national[19].
- 11 août : le service d'Identification devient le service de l'Identité judiciaire sous la direction d'Alphonse Bertillon[20].
- 12-13 août : première course cycliste Paris-Bruxelles remportée par le Belge André Henry[21].
- 14 août : ordonnance du préfet de police de Paris Louis Lépine sur la circulation des véhicules à moteur. Elle crée un certificat de capacité pour les conducteurs avec l'obligation de munir les automobiles de plaques d'immatriculation placées en évidence à l'avant et à l'arrière[22].

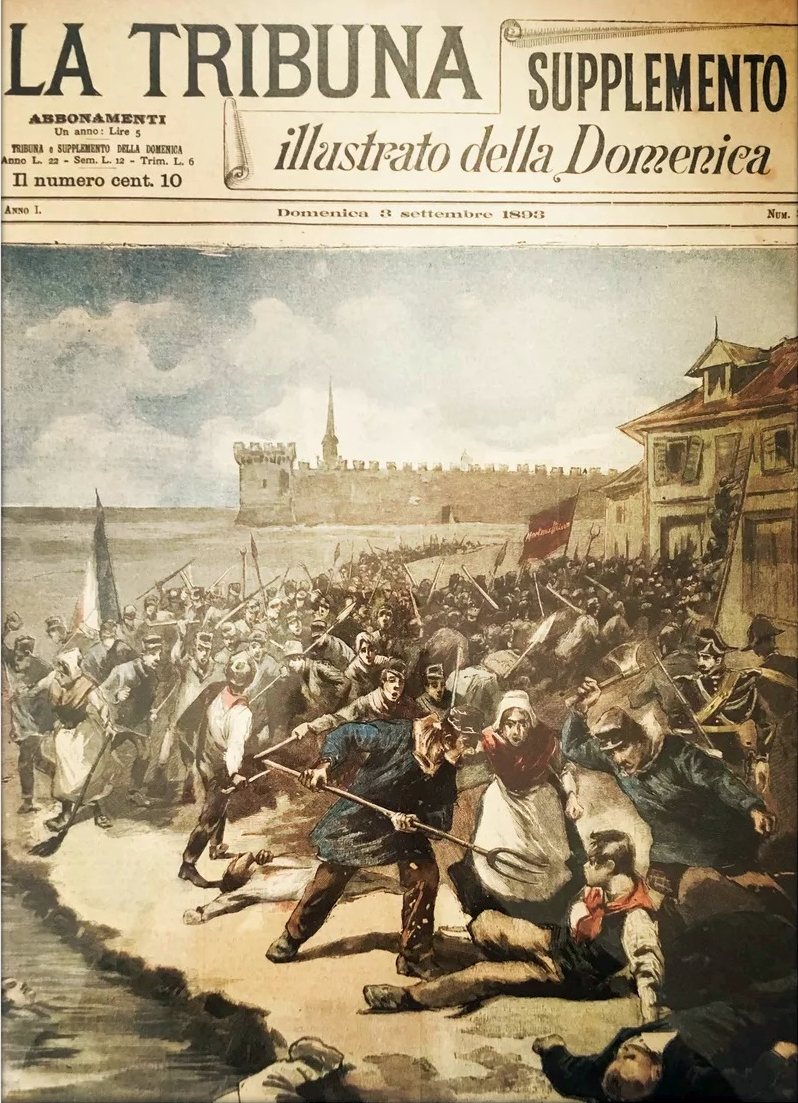
Massacre des Italiens d'Aigues-Mortes.

- 16 août : l'émeute anti-italienne à Aigues-Mortes fait 8 morts et entraine des manifestations anti-françaises en Italie[23].
- 20 août et 3 septembre : élections à la chambre. Succès des modérés[24] (311 sièges pour la droite modérée contre 58 pour la droite classique). Les socialistes font leur apparition à la Chambre avec 31 représentants (Jean Jaurès est élu dans le Tarn, Jules Guesde à Roubaix ). On note 34 % d’abstentions liées au scandale de Panama.
- 3 octobre : traité franco-siamois. Le Siam renonce aux territoires de la rive gauche du Mékong[25]. Conférence de Bangkok pour la délimitation des zones d’influence britannique et française en Asie du Sud-Est[26]. Création par la France du Protectorat du Laos, future composante de l'Union indochinoise.

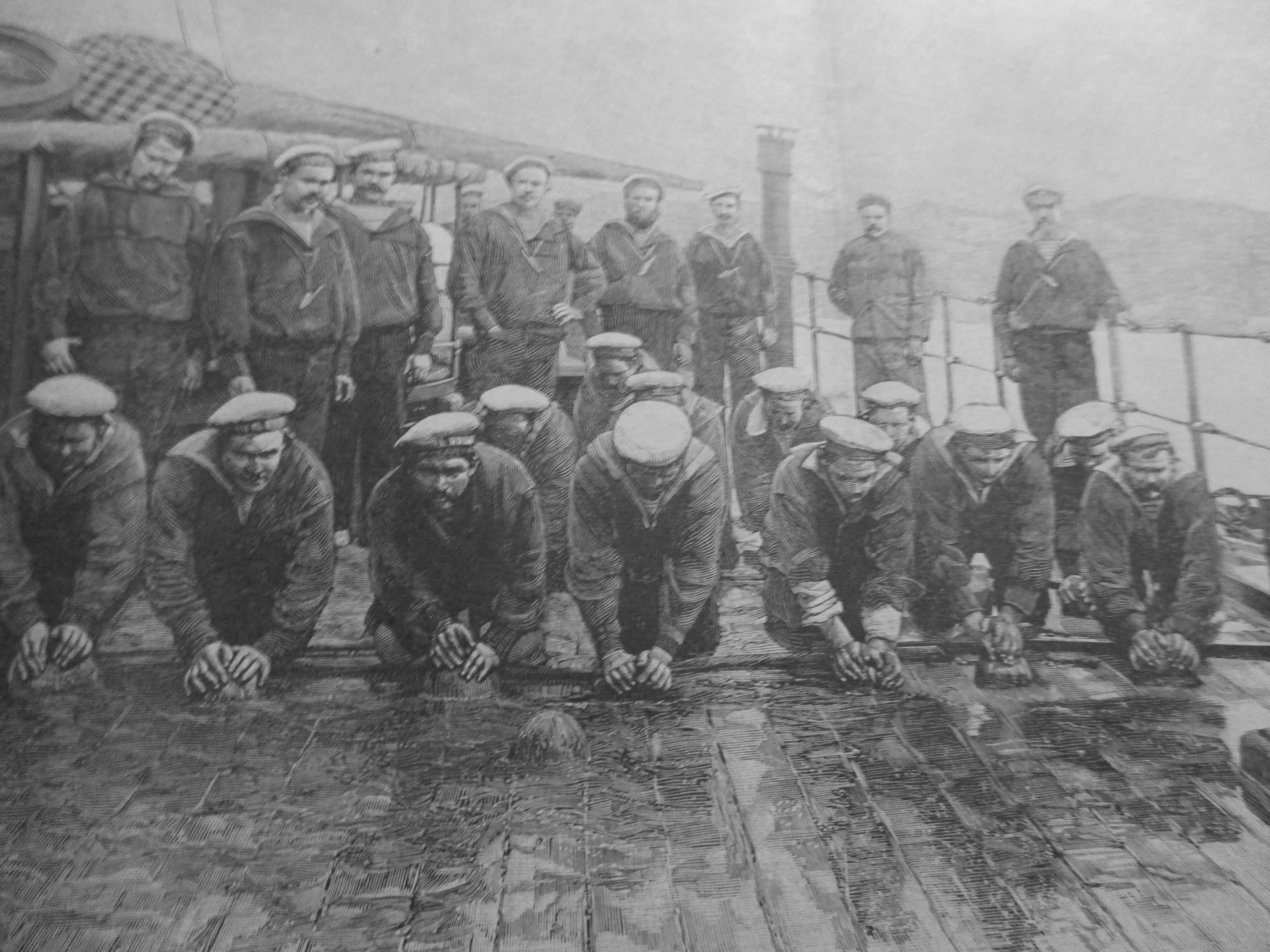
Lavage du pont de lEmpereur Nicolas Ier, cuirassé de la flotte impériale russe, L'Illustration, n° 2642, 14 octobre 1893.

- 13-29 octobre : visite de la flotte russe à Toulon[27].
- 13 novembre : agression de Léauthier, jeune cordonnier anarchiste sans emploi, contre l'ambassadeur de Serbie Georgewitch, le « premier bourgeois venu », au Bouillon Duval, avenue de l'Opéra[28].
- 3 décembre : gouvernement Jean Casimir-Perier[10].
- 9 décembre : l'anarchiste Auguste Vaillant lance une bombe dans l'hémicycle de la Chambre des députés française pour venger l'anarchiste Ravachol, guillotiné le 11 juillet 1892[28]. L'attentat ne fait qu'une cinquantaine de blessés légers[29]. Vaillant est guillotiné 2 mois plus tard après que le président Sadi Carnot ait refusé sa grâce.
- 12 décembre : la chambre vote la première des « lois scélérates » par 413 voix contre 63. La justice est habilitée à arrêter préventivement quiconque ferait l'apologie des actions criminelles des anarchistes. La provocation directe est elle aussi criminalisée[30].
- 18 décembre : seconde loi scélérate permettant d'arrêter sans distinction sympathisants et militants anarchistes[28].
- 26 décembre : Louis Albert Grodet devient gouverneur du Soudan français[31].
- 27 décembre : le tsar Alexandre III ratifie l'alliance franco-russe, suivi par le Parlement français le 4 janvier 1894[32].